# تسويق لحظي
التسويق اللحظي هو التسويق الذي يكون «وليد اللحظة»، وهدفه تحديد نهج ملائم أو مثالي لعميل معين في مكان وزمان محددين. إنه أحد أشكال التسويق الداخلي لبحث السوق الذي يسعى لتقديم العرض الأنسب لفرصة شرائية لعميل ما، وهو معاكس للتسويق الخارجي (أو التسويق المكثف) الذي يهدف إلى استمالة العملاء المناسبين لعرض «محدد مسبقًا». يهدف اتخاذ القرار «اللحظي» الحيوي الكامن خلف العرض اللحظي إلى استغلال تفاعل عميل تُحدده النقرات على الموقع الإلكتروني أو المحادثات الشفوية في مركز الاتصالات.

## التاريخ
تطورت تقنيات التسويق اللحظي خلال منتصف تسعينيات القرن العشرين بعد الانتشار الأولي لحلول إدارة علاقات العملاء في شركات مختصة بالعمليات المصرفية الاستهلاكية، والمصرف الاستثماري، وشركات الاتصالات. قدمت الطبيعة «ثقيلة الوزن» الجوهرية والمنتشرة لموردي إدارة علاقات العملاء في هذا الوقت، ممن كانوا يركزون على مشاريع تكامل نظام المكاتب، فرصة للاعبين المتخصصين في مجال أدوات إدارة الحملات.

## الرؤيا التسويقية
مع مرور الوقت، أصبح من الواضح بالنسبة إلى مقدمي الحلول والعملاء الناضجين على حد سواء، أنه يجب الجمع بين مبادرات التسويق الخارجي «التقليدية» ومبادرات التسويق الداخلي الطارئة ضمن إستراتيجية تسويقية متناسقة ومنسقة. لتحقيق هذا الهدف، بدأ صنف من تطبيقات التسويق يُعرف باسم إدارة الموارد التسويقية، ويحتل مرتبة أعلى من التسويق اللحظي، بالظهور في أوائل القرن الحادي والعشرين، وإن كان ظهوره حسب الطلب إلى حد ما ومخصص للتنفيذ. جوهر هذه الطبقة المجردة هو أن تطبيق إدارة الموارد التسويقية يحقق التوافق التام بين الاستراتيجية، وموافقة أصحاب المصالح، ووضع الميزانية، وتخطيط البرامج، وتنفيذ الحملات، والإعداد الفعال للتقارير في مجالات التسويق اللحظي الداخلي والخارجي.

## وعد غير محقق
ينطوي مصطلح «التسويق اللحظي» على ضعف محتمل يكمن في الحد الذاتي لقدرة مخدم اتخاذ القرار في البيع على الرغم من ملاحظة أن هذه الوظيفة عادة ما تكون الجانب الأكثر إلحاحًا في فئة التطبيق. بالتالي، يجد البائعون أنفسهم يعيدون إضافة علامات تجارية على منتجات التسويق اللحظي لاقتراح تقدير أكثر شمولية لإدارة تفاعل المؤسسة لاتخاذ القرار.
في بعض النواحي، كان التطبيق المبكر للتسويق اللحظي مع العملاء سابقًا لأوانه على الرغم من تحقيق المتبنين أصحاب السبق للإيرادات المحددة.
تُعتبر حلول التسويق اللحظي المستضافة وسيلة واضحة ومتزايدة بشكل كبير لتوفير الطلب التنظيمي على هذه القدرة المهمة بالنسبة إلى المؤسسة. يتمثل التحدي المتبقي الذي يواجهه مقدمي الحلول بإقناع عملاء المؤسسة تمامًا أن ملف بيانات العميل (الذي يتضمن غالبًا نحو 1000 مصدر أو سمات مُستنبَطة) الذي يلعب دورًا في اتخاذ القرار واستهداف العمليات آمن تمامًا. تظهر الحلول السحابية «الخاصة» المجمعة مسبقًا إلى جانب الاستشارات الإدارية الخاصة بـ«المصادر السحابية».
تشير توقعات جارتنر حول قائمة جارتنر لأفضل عشر تقنيات عام 2011 إلى أنه أيًا كانت التسميات، فإن التسويق اللحظي سيواصل التطور، ليصل إلى مرحلة يحتضن فيها المنصات المحمولة المدعومة بمعرفة حالة العميل، وموقعه، وآثار الشبكات الاجتماعية (الذكاء الجمعي).